# Franciaország az 1932. évi téli olimpiai játékokon
Franciaország az egyesült államokbeli Lake Placidben megrendezett 1932. évi téli olimpiai játékok egyik részt vevő nemzete volt. Az országot az olimpián 3 sportágban 8 sportoló képviselte, akik összesen 1 érmet szereztek.

## Érmesek
| Érem  | Versenyző                   | Sportág     | Versenyszám |
| ----- | --------------------------- | ----------- | ----------- |
| Arany | Andrée Brunet Pierre Brunet | Műkorcsolya | Páros       |

## Bob
| Versenyző                   | Versenyszám | 1. futam | 1. futam | 2. futam | 2. futam | 3. futam | 3. futam | 4. futam | 4. futam | Összesítés | Összesítés |
| Versenyző                   | Versenyszám | Idő      | Hely.    | Idő      | Hely.    | Idő      | Hely.    | Idő      | Hely.    | Idő        | Helyezés   |
| --------------------------- | ----------- | -------- | -------- | -------- | -------- | -------- | -------- | -------- | -------- | ---------- | ---------- |
| Louis Balsan Armand Delille | Kettes      | 2:20,10  | 11.      | 2:19,37  | 11.      | 2:13,56  | 10.      | 2:09,56  | 8.       | 9:02,59    | 11.        |

## Műkorcsolya
| Versenyző                   | Versenyszám | Helyezési pontszámok bírónként | Helyezési pontszámok bírónként | Helyezési pontszámok bírónként | Helyezési pontszámok bírónként | Helyezési pontszámok bírónként | Helyezési pontszámok bírónként | Helyezési pontszámok bírónként | Több. hely. száma | Hely. össz. | Pont | Helyezés |
| Versenyző                   | Versenyszám | 1                              | 2                              | 3                              | 4                              | 5                              | 6                              | 7                              | Több. hely. száma | Hely. össz. | Pont | Helyezés |
| --------------------------- | ----------- | ------------------------------ | ------------------------------ | ------------------------------ | ------------------------------ | ------------------------------ | ------------------------------ | ------------------------------ | ----------------- | ----------- | ---- | -------- |
| Andreé Brunet Pierre Brunet | Páros       | 2,5                            | 1,0                            | 1,5                            | 3,0                            | 1,0                            | 1,0                            | 2,0                            | 5×2+              | 12,0        | 76,7 |          |

## Sífutás
| Versenyző       | Versenyszám | Eredmény | Helyezés |
| --------------- | ----------- | -------- | -------- |
| Raymond Berthet | 18 km       | 1:43:38  | 36.      |
| Léonce Cretin   | 18 km       | 1:36:42  | 19.      |
| Paul Mugnier    | 18 km       | 1:41:34  | 30.      |
| Albert Secretan | 18 km       | 1:38:39  | 24.      |